# Santa Lucía (Jalpa de Méndez)
Santa Lucía es un ejido del municipio de Jalpa de Méndez ubicado en la subregión centro del estado mexicano de Tabasco.

## Geografía
La localidad de Santa Lucía se sitúa en las coordenadas geográficas 18°06′20″N 93°06′29″O / 18.105556, -93.108056, a una elevación de 4 metros sobre el nivel del mar.

## Demografía
Según el Conteo de Población y Vivienda 2020, efectuado por el Instituto Nacional de Estadística y Geografía, la localidad de Santa Lucía tiene 1,122 habitantes, de los cuales 552 son del sexo masculino y 570 del sexo femenino. Su tasa de fecundidad es de 2.65	hijos por mujer y tiene 286 viviendas particulares habitadas.
| Gráfica de evolución demográfica de Santa Lucía entre 1940 y 2020 |
|                                                                   |
| INEGI.                                                            |